# マイケル・ジャクソン VISION
『マイケル・ジャクソン VISION』（Michael Jackson's Vision）は、アメリカ合衆国のミュージシャン、マイケル・ジャクソンのミュージック・ビデオ。

## 概要
- 完全生産限定盤として発売。
- マイケルの完全未発表映像と過去未発売映像15曲を含む全42曲のビデオ・クリップを収録。ロング・バージョンの存在するものはそちらを収録している。ボーナス・ディスクのDISC 3には、EPIC在籍時以降のジャクソンズのショート・フィルムを収録している。
  - ショート・フィルム、ビデオ・クリップは本作でほぼ網羅されているが、「ゴースト」の完全版や、ディズニーの関与した「キャプテンEO」など未収録のものも多く存在する。
- 映像・音声ともに本作のためにデジタル・リマスタリングされている。
- ジャケットは、角度によって絵柄が変わるレンティキュラー・ジャケットとなっている。美麗6面デジパック、ゴールド・シルエット箔押し透明スリープケースの特殊仕様となっており、豪華60Pブックレットが付属する。
  - なお日本盤のみの仕様として、英語歌詞字幕および日本語対訳字幕の表示、日本語対訳ブックレットの付属、また解説をミュージシャンの西寺郷太とダンスアーティストのケント・モリが行う。
- 本作の発売から3週間後の12月15日には、未発表音源を収録したアルバム『MICHAEL』が発売された。
- 2010年12月6日付オリコンDVDランキングで5.1万枚を売り上げ、ミュージックDVDでは初めて総合首位を獲得した。これは少女時代『少女時代到来 〜来日記念盤〜 New Beginning of Girls' Generation』の初動2.3万枚を超え、2010年洋楽DVD最高初動となっている[1]。
- 「ブラッド・オン・ザ・ダンス・フロア」は、オリジナル・バージョンではなく、リミックス・バージョンのPVである。

## 収録曲

### DISC 1
1. 今夜はドント・ストップ(4:12) - Don't Stop 'Til You Get Enough
2. ロック・ウィズ・ユー(3:22) - Rock With You
3. あの娘が消えた(3:35) - She's Out Of My Life
  - 初収録
4. ビリー・ジーン(4:54) - Billie Jean
5. 今夜はビート・イット(4:57) - Beat It
6. スリラー(13:42) - Thriller
7. BAD(18:05) - Bad
8. ザ・ウェイ・ユー・メイク・ミー・フィール(9:24) - The Way You Make Me Feel
9. マン・イン・ザ・ミラー(5:03) - Man In The Mirror
10. ダーティ・ダイアナ(5:05) - Dirty Diana
11. スムーズ・クリミナル(9:27) - Smooth Criminal
12. アナザー・パート・オブ・ミー(4:45) - Another Part Of Me
  - 初収録
13. スピード・デーモン(10:08) - Speed Demon
  - 初収録
14. カム・トゥゲザー(5:40) - Come Together
  - 初収録
15. リーヴ・ミー・アローン(4:36) - Leave Me Alone
  - 国内盤初収録
16. リベリアン・ガール(5:34) - Liberian Girl

### DISC 2
1. ブラック・オア・ホワイト(11:01) - Black Or White
2. リメンバー・ザ・タイム(9:16) - Remember The Time
3. イン・ザ・クローゼット(6:05) - In The Closet
4. JAM(7:59) - Jam
5. ヒール・ザ・ワールド(7:32) - Heal The World
6. ギヴ・イン・トゥ・ミー(5:29) - Give In To Me
7. フー・イズ・イット(6:34) - Who Is It
8. ウィル・ユー・ビー・ゼア(5:55) - Will You Be There
9. ゴーン・トゥー・スーン(3:38) - Gone Too Soon
10. スクリーム(4:47) - Scream
11. チャイルドフッド(4:29) - Childhood
12. ユー・アー・ノット・アローン(5:34) - You Are Not Alone
13. アース・ソング(6:44) - Earth Song
14. ゼイ・ドント・ケア・アバウト・アス ＊ブラジル・ヴァージョン(7:08) - They Don't Care About Us
15. ストレンジャー・イン・モスクワ(5:33) - Stranger In Moscow
16. ブラッド・オン・ザ・ダンス・フロア(5:27) - Blood On The Dancefloor
17. ゴースト(3:58) - Ghosts
  - 初収録
18. ユー・ロック・マイ・ワールド (ロング・バージョン)(13:30) - You Rock My World
  - 初収録
19. クライ(4:57) - Cry
  - 初収録

### DISC 3BONUS DISC
1. 今夜はブギー・ナイト / ジャクソンズ(3:32) - Blame It On The Boogie / The Jacksons
  - 初収録
2. エンジョイ・ユアセルフ / ジャクソンズ(3:31) - Enjoy Yourself / The Jacksons
  - 初収録
3. キャン・ユー・フィール・イット / ジャクソンズ(9:37) - Can You Feel It / The Jacksons
  - 初収録
4. セイ・セイ・セイ with ポール・マッカートニー(4:57) - Say Say Say with Paul McCartney
  - 初収録
5. ゼイ・ドント・ケア・アバウト・アス ＊プリズン・バージョン(4:52) - They Don't Care About Us (Prison Version)
  - 初収録
6. WHY / 3T featuring マイケル・ジャクソン(4:33) - Why? / 3T featuring Michael Jackson
  - 初収録
7. ワン・モア・チャンス(4:03) - One More Chance
  - (過去未発表) 初収録